# Autoportrait (de Witte)
Pour les articles homonymes, voir Autoportrait (homonymie).
L'Autoportrait est un tableau réalisé en 1867 par Adrien de Witte, peintre belge et professeur à l'Académie royale des beaux-arts de Liège. Témoignage de sa précocité, l'œuvre est « la première peinture signée et datée connue de l'artiste ».

## Élaboration et genre artistique
Le tableau s'inscrit dans la production artistique des premières années d'Adrien de Witte où il se centre sur la réalisation de « nombreux portraits et études de tête dans lesquels transparaît déjà cette volonté d'observer et de saisir le caractère du modèle ».
C'est le seul autoportrait qu'il effectue parmi ses 78 peintures à l'huile et 52 aquarelles. Par après, il utilise à nouveau ce genre artistique en quelques occasions, mais uniquement au travers du dessin ou de la gravure.

## Parcours de l'œuvre
Il s'agit de « la première peinture signée et datée connue de l'artiste », qui, en 1927, fait partie de la collection de Maurice Chizelle. Grâce au legs qu'effectue ce dernier en faveur de la ville de Liège en 1931,,, elle entre dans les collections du musée des Beaux-Arts puis, à partir de 1952, du musée de l'Art wallon (no 570 puis 1037 d'inventaire),,. La peinture ainsi que l'ensemble des collections des musées des Beaux-Arts et de l'Art wallon sont d'abord regroupés aux Beaux-Arts en 2011 puis transférés au musée de La Boverie en 2016.

## Description
L'œuvre est décrite en détail dans le premier volume du Catalogue général du Musée de l'Art wallon publié en 1983 :

« Présenté de trois quarts, le portrait où dominent de subtiles substances de bruns, nous révèle un jeune homme aux traits délicats, à la carnation pâle que relèvent quelques touches de rose. Une fine moustache accentue la moue un peu boudeuse que renforce le regard oblique. Ce tableau rend à merveille le climat un peu nostalgique propre au spleen baudelairien. Déjà, dans ce portrait, on décèle l'allure un peu hautaine de celui qui allait rester, tout au long de sa carrière, un grand aristocrate de la peinture. »

En 2001, le catalogue de l'exposition Vers la modernité : le XIXe siècle au pays de Liège fournit également une description détaillée de la peinture : « Sur un fond neutre et sombre, le jeune homme s'offre de face dans des tonalités de brun savamment nuancées. Quelques touches rosées rehaussent la carnation pâle du visage. Les traits sont fins. Les lèvres, charnues, dessinent une moue boudeuse que renforce une fine moustache. L'attitude sérieuse et noble, le regard oblique et dense confèrent au personnage une expression légèrement hautaine et satisfaite. »

## Réception critique
En 1927, Charles Delchevalerie note que « c'est par la peinture que de Witte s'affirme d'abord, en brossant en 1867 ce portrait de lui-même sur papier, si curieusement précis et expressif dans sa naïveté méticuleuse ». En 1949, le même auteur ajoute que l'artiste « peint, avec une étonnante précocité, d'une touche décidée, onctueuse et légère, qui ne se trompe pas, qui semble à la fois primesautière et méditée ».
Le critique d'art et conservateur de musée Jules Bosmant remarque en 1930 que « nul œuvre n'est plus varié dans son impeccable unité » que l'œuvre d'Adrien de Witte : l'un des exemples qu'il cite n'est autre que ce portrait de « Jeune homme » de 1867. Pour sa part, l'historienne de l'art Caroline Jamaer estime en 2001 que, dans ce tableau, le peintre « témoigne d'une maîtrise technique précoce - il n'a alors que 17 ans et est encore étudiant à l'Académie - et d'un sens raffiné du coloris ».

## Expositions
- 1926 : Salon de la Société royale des Beaux-Arts, du 15 mai au 15 juin, Palais des Beaux‑Arts du parc de la Boverie, Liège (catalogue no 138)[8],[17].
- 1927 : Rétrospective Adrien de Witte (dans le cadre du Salon de la Société royale des Beaux-Arts), mai-juin, Palais des Beaux‑Arts du parc de la Boverie, Liège (sous le titre Portrait de jeune homme)[8],[17],[18].
- 1936 : Rétrospective Adrien de Witte, du 9 au 28 février, Salle Lutetia, Liège[8].
- 1950 : Rétrospective Adrien de Witte, du 14 octobre au 12 novembre, musée des Beaux‑Arts, Liège[8],[17],[19].
- 1981 : Adrien de Witte : œuvre peint, du 15 septembre au 10 octobre, Galerie de la Province, Liège (catalogue no 1)[8].
- 1983 : La représentation humaine dans les collections du Musée de l'Art wallon, musée de l'Art wallon, Liège (catalogue no 23)[8].
- 2001-2002 : Vers la modernité : le XIXe siècle au pays de Liège, du 5 octobre 2001 au 20 janvier 2002, musée de l'Art wallon et salle Saint-Georges, Liège (catalogue no 69)[1].